# Fine Young Cannibals
A Fine Young Cannibals angol sophisti-pop/ska/progressive soul
együttes volt. 1984-ben alakult Birminghamben, a "The Beat" nevű együttes feloszlása után. 1992-ben feloszlott, majd 1996-ban újból összeállt egy rövid időre.
Legismertebb dala a "She Drives Me Crazy". Nevét az 1960-as All the Fine Young Cannibals című filmről kapta.

## Tagok
- Andy Cox – gitár, billentyűk, orgona
- Roland Gift – ének
- David Steele – basszusgitár, billentyűk, szintetizátor, zongora, dobgép

Ideiglenes és koncerteken fellépő tagok
- Martin Parry – dob, bongó
- Graeme Hamilton – trombita, zongora

## Diszkográfia
- Fine Young Cannibals (1985)
- The Raw and the Cooked (1989)